# Yeonmi Park
Yeonmi Park (en chosongul : 박연미, retranscrit Park Yeon Mi) , née le 4 octobre 1993 à Hyesan en Corée du Nord, est une militante des droits humains qui a fui la Corée du Nord en 2007 et qui vit actuellement aux États-Unis avec son mari et leur fils, où elle travaille en tant que militante, journaliste et conférencière. Elle s’est rendue célèbre dans le monde entier lors du sommet One Young World de Dublin en 2014 et milite dans des programmes de télévision pour la cause des réfugiés nord-coréens. Elle est membre de Liberty in North Korea, une association de protection des réfugiés nord-coréens.
La véracité de son témoignage est cependant jugée peu vraisemblable par des spécialistes et des journalistes,,,.

## Biographie
Les informations sur sa vie sont relatives, car il existe plusieurs versions de certains faits, elle même s'étant régulièrement contredite. Les journalistes Dorian Malovic et Juliette Morillot précisent à ce propos que Yeonmi Park décrivait initialement une « enfance insouciante » sur sa vie passée en Corée du Nord avant d’être recrutée comme « porte-flambeau par des activistes et organisations humanitaires religieuses et politiques ».

### Enfance
Yeonmi est née le 4 octobre 1993 à Hyesan, Ryanggang, en Corée du Nord. Son père est alors fonctionnaire du Parti des travailleurs au pouvoir, et sa mère est infirmière dans l'armée nord-coréenne. Sa famille vit à Hyesan jusqu'en 2002, puis emménage pour suivre son père devenu homme d'affaires. Sa famille a été riche pendant la majeure partie de son enfance. Elle décrit son père comme « un homme très libre » qui critiquait le régime. La famille a eu du mal à subvenir à tous leurs besoins quand le père a été emprisonné. Yeonmi a une sœur aînée : Eunmi.

### Fuite de la Corée du Nord
Le père de Park Yeonmi a été arrêté pour commerce illégal et soumis aux travaux forcés. Elle a changé son opinion sur la dynastie Kim quand elle a regardé un DVD piraté du film Titanic de 1997, qui l'a amené à réaliser la nature oppressive du gouvernement nord-coréen. Cette prise de conscience de la cruauté du gouvernement a en outre été révélée quand, à l'âge de neuf ans, elle a assisté à l'exécution de la mère d'un ami pour l'achat et le visionnage du DVD James Bond (ce qui est cependant peu probable).
Le père de Park Yeonmi a déclaré un cancer du côlon alors qu'il était interné dans un camp de travail. En 2005, il a utilisé un pot-de-vin pour obtenir sa libération du camp afin de recevoir un traitement médical. Après être réuni avec sa famille, il les a exhortés à planifier leur évasion vers la Chine. Sa sœur aînée, Eunmi, est partie pour la Chine plus tôt sans les avertir. Yeonmi et sa famille ont fui la Corée du Nord en voyageant à travers la Chine avec l'aide de contrebandiers qui font de la contrebande de la Corée du Nord vers la Chine. Des missionnaires chrétiens chinois et coréens les ont aidés à se rendre en Mongolie, et des diplomates sud-coréens ont facilité leur arrivée à Séoul, en 2007. Park est alors devenue une militante à temps plein pour les droits de l'Homme en Corée du Nord.

#### Chine
Yeonmi et sa famille ont fui la Corée du Nord en traversant le fleuve Yalu qui sert de frontière avec la Chine. Dans la nuit du 30 mars 2007 , avec l'aide d'un contrebandier, Park Yeonmi et sa mère auraient traversé la rivière gelée et trois montagnes pour passer la frontière chinoise. Selon l'une de ses versions, son père est resté en Corée du Nord, pensant que sa maladie les ralentirait. Après avoir traversé la frontière, elles se seraient dirigées vers la province chinoise de Jilin. La famille aurait essayé de trouver Eunmi en demandant aux contrebandiers ses allées et venues, mais ils auraient échoué et Yeonmi et sa mère auraient supposé qu'Eunmi était morte. Un de leurs passeurs aurait menacé de les dénoncer aux autorités si Yeonmi refusait d'avoir des relations sexuelles avec lui. Sa mère serait intervenue pour sa sécurité en s'offrant au passeur, qui l'aurait ensuite violée devant les yeux de sa fille . Quelques jours plus tard, le père de Park Yeonmi les aurait rejoint. Mais selon des déclarations de Park à d'autres journalistes, son père les accompagnait dès le passage à la frontière et il n'est pas question de viol.
Ils ont trouvé refuge dans une maison appartenant à une grand-tante de Shenyang, en Chine, un endroit caché dans lequel il n'y a pas d'eau courante. Elle s'est alors rendu compte que leurs conditions de vie en Chine étaient aussi déplorables qu'en Corée du Nord. En janvier 2008, le père de Yeonmi est mort à 45 ans, tandis que la famille vivait dans le secret. Elles étaient incapables de le pleurer formellement, dans la crainte d’être découvertes par les autorités chinoises, et l'ont enterré dans une montagne à proximité. Park Yeonmi a dit : « il n'y avait pas de funérailles. Rien. Je ne pouvais même pas le faire pour mon père. Je ne pouvais appeler personne pour dire que mon père était décédé. Nous ne pouvions pas même lui donner des analgésiques. » Selon Park, elle-même s'est occupée seule de l’enterrement. Sa mère a quant à elle déclaré avoir payé deux hommes pour le faire.
Après l'enterrement, elles sont allés en bus pendant deux jours en direction d'un refuge dirigé par des missionnaires chrétiens d'origine chinoise et sud-coréenne dans la ville portuaire de Qingdao, en Chine. En raison de l'importante population coréenne dans la ville, ils ont été en mesure d'éviter les autorités. Avec l'aide des missionnaires, ils ont profité de la chance pour fuir vers la Corée du Sud par la Mongolie.

#### Mongolie
En février 2009, après avoir reçu l'aide de militants des droits de l'Homme et des missionnaires chrétiens, Park Yeonmi et sa mère ont transité par la  Mongolie et traversé le  désert de Gobi afin de demander l'asile à des diplomates sud-coréens.
Quand elles arrivèrent à la frontière mongole, les gardes les ont arrêtées et les ont menacées d'expulsion vers la Chine. Park explique qu'à ce stade, elle et sa mère étaient prêtes à se suicider avec leurs couteaux . « Je pensais que c'était la fin de ma vie. Nous disions au revoir l'une à l'autre. » Leurs actions ont persuadé les gardes de les laisser passer, mais sous garde vers un centre de détention à Oulan-Bator, la capitale de la Mongolie. Le 1er avril 2009, Park Yeonmi et sa mère ont été envoyées à l’aéroport Gengis Khan d'Oulan-Bator afin de voler vers Séoul. Park Yeonmi s'est sentie soulagée d'être enfin libre ; selon le Daily Telegraph, elle aurait pensé (au moment où les fonctionnaires des douanes mongoles leur ont fait signe de passer) « Oh mon Dieu. Ils ne m'ont pas arrêtée. »

#### Corée du sud
Park Yeonmi et sa mère ont eu du mal à s'adapter à leur nouvelle vie en Corée du Sud, mais elles ont réussi à trouver un emploi en tant qu'employées de magasin et serveuse. Elle a également poursuivi ses études à l'Université de Dongguk à Séoul,. En avril 2014, le service de renseignements sud-coréen a retrouvé sa sœur, Eunmi, qui vivait maintenant à Séoul. Eunmi avait fui vers la Corée du Sud via la Chine et la Mongolie. Elle et sa mère ont finalement réussi à se réunir avec Eunmi.

## Positionnement idéologique

### Réunification
Park croit qu'il existe des possibilités positives et négatives pour la Corée du Nord d'être réunifiée avec la Corée du Sud. Park doute qu'il y ait une chance de réunification de la péninsule coréenne, car ils ne la désirent pas ; les Sud-Coréens sont d'ailleurs discriminatoires envers les immigrants illégaux en Corée du Sud. Elle souhaite qu'il n'y ait ni nordiste, ni sudistes en Corée, mais seulement des Coréens eux-mêmes. Elle suppose aussi qu'il pourrait y avoir une chance de réunification si la Corée du Nord se dissout de la même manière que l'Union soviétique.

### Corée du Nord
Park affirme que le changement peut se produire en Corée du Nord tant qu'elle et les autres immigrés nord-coréens continuent de plaider en faveur des droits de l'Homme en Corée du Nord. Enfin, selon elle, tant que les marchés jangmadang resteront actifs, de plus en plus de Nord-Coréens seront en mesure de s'exposer au monde extérieur, et de s'interroger sur le sens de leur vie.

### Kim Jong-Un
Park considère Kim Jong-un comme un chef cruel envers les Nord-Coréens, qui continue d'abuser de son propre peuple. Selon elle, il s'agit d'un « criminel pour avoir tué 80 personnes en une seule journée, coupables d'avoir regardé un film ou lu la Bible. Ce jeune homme est si cruel qu'il a ordonné que les personnes qui tentent de s'échapper soient abattues. » Selon le Telegraph, Park explique qu'il doit être puni non seulement pour son oppression, mais aussi du fait qu'il se joue de son propre peuple. Toutefois, selon l'universitaire spécialiste de la Corée du Nord Andrei Lankov, il est peu vraisemblable que des personnes soient exécutées pour les raisons mentionnées par Park : « Je suis vraiment très sceptique sur le fait que regarder un film occidental puisse conduire à une exécution. Une arrestation est certes possible, et encore peu probable ».

## Militantisme
Mike Bassett indique que Yeonmi « est aujourd'hui une activiste politique. Elle a un agenda politique qui vise à obtenir des instances internationales un durcissement des sanctions contre Pyongyang ».

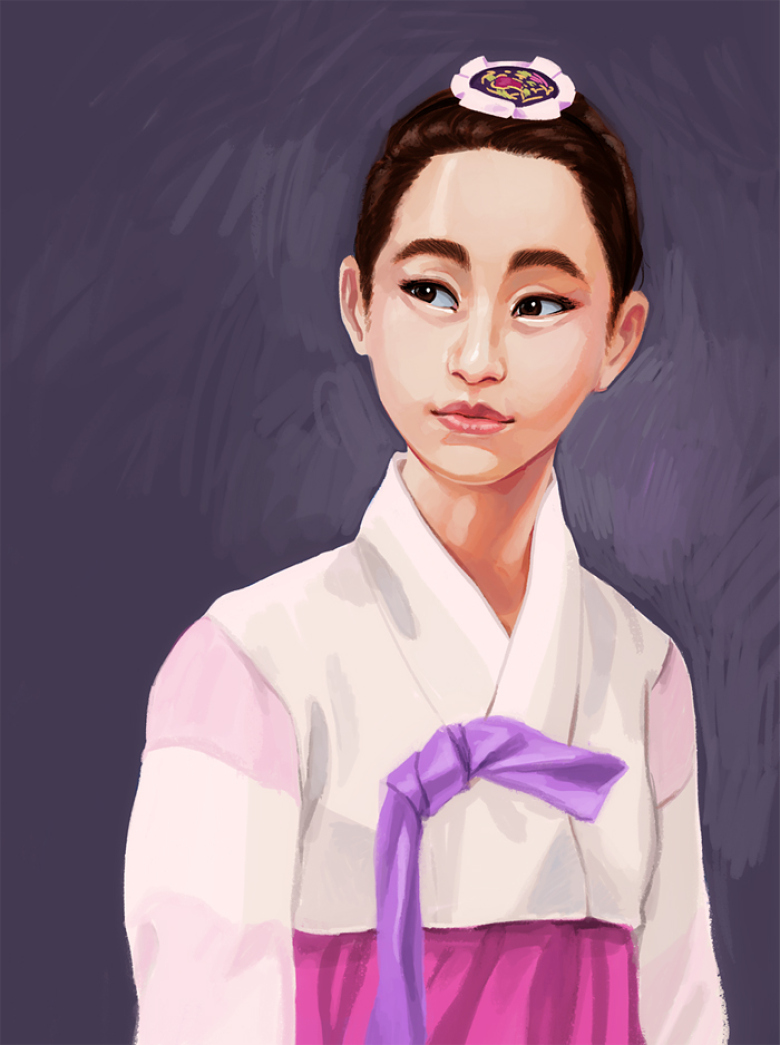
Vue d'artiste de Yeonmi park lors du sommet One Young World de Dublin en 2014.

Depuis sa fuite vers la Corée du Sud, Park Yeon mi a publiquement écrit et parlé de sa vie en Corée du Nord, après avoir écrit pour le Washington Post, et avoir été interviewé par The Guardian,.
Park a été volontaire pour faire partie de programmes militants tout comme celui de Freedom Factory Corporation, une organisation de réflexion en Corée du Sud.. Elle est aussi devenue membre de LiNK (Liberty in North Korea), une organisation à but non lucratif qui sauve des réfugiés nord-coréens se cachant en Chine et s'installant en Corée du Sud ou aux États-Unis. Du 12 au 15 juin 2014 , Park a assisté au sommet de LiNK à l’université de Pepperdine, à Malibu (en Californie). Elle et les autres militants nord-coréens, Joo Yang et Seongmin Lee, ont travaillé dans des sessions, expliquant aux participants les conditions de vie en Corée du Nord et la façon dont on peut soutenir les réfugiés.
Park a participé à la campagne LiNK, le Jangmadang (장마당). Elle a enregistré son histoire sur vidéo pour aider à la campagne, qui s'est déroulée au cours de l'automne 2014 .
Park a également dénoncé le tourisme en Corée du Nord, dans lequel les touristes sont encouragés à s'incliner devant les statues de Kim Jong Il et Kim Il Sung, qu'elle voit comme « participer à la propagande du régime en montrant aux touristes les Nord-Coréens comme s'ils aimaient le leader et lui obéissaient. »
Park a parlé de sa fuite de Corée du Nord dans des événements célèbres, tels TEDx à Bath, TEDxHangang à Séoul, le sommet One Young World à Dublin, et l'Oslo Freedom Forum.

## Véracité des affirmations
En 2014, Mary Ann Jolley, du journal The Diplomat, a fait état de problèmes dans les récits de Park, allant de "graves incohérences" à des réfutations contradictoires à plusieurs reprises. The Diplomat a également publié une réponse de Park à l'article de Jolley. Elle y affirme qu'une grande partie des divergences dans ses récits sont dues à ses compétences limitées en anglais dans le passé, ajoutant que ses "souvenirs d'enfance n'étaient pas parfaits".
L'organisation américaine d'analyse de la Corée du Nord 38North a noté que certains critiques, y compris d'autres réfugiés nord-coréens, ont accusé Mme Park d'embellir ses récits ou de s'approprier des éléments des récits d'évasion d'autres personnes. John Lee, journaliste spécialisé dans la politique étrangère sud-coréenne et les relations avec les États-Unis, a critiqué Mme Park dans un article d'opinion paru dans NK News pour avoir "embrouillé son message avec des propos ouvertement partisans" en faveur de causes et de médias conservateurs aux États-Unis et en Corée du Sud.

De nombreuses histoires racontées par Park concernant la vie en Corée du Nord ont été tournées en dérision par des rédacteurs de Dazed, notamment les affirmations de Park selon lesquelles la crème glacée n'existe pas en Corée du Nord, qu'il n'y a en Corée du Nord qu'un seul train qui ne circule qu'une fois par mois et que les passagers doivent pousser pour se déplacer, et que les enfants en Corée du Nord mangent de la boue Ce sentiment a été partagé par un rédacteur du plus ancien journal socialiste de Grande-Bretagne, le Morning Star, qui a accusé Park de fabriquer des histoires pour obtenir des incitations financières :
Park Yeonmi a déclaré qu'il n'y avait pas de mots pour "amour" et "moi" en Corée du Nord, alors qu'ils parlent la même langue coréenne que la Corée du Sud. Elle a affirmé avoir traversé tout le désert de Gobi à pied, avec six personnes dont un bébé, par des températures de moins 40 degrés, sans vêtements d'hiver et sans guide, en une seule journée, et lorsqu'on lui a demandé comment elle avait réussi cet exploit impossible, elle a répondu que c'était un miracle. Peut-être que son cachet de 12 500 dollars par discours relève également du miracle ?
L'homme d'affaires suisse Felix Abt, qui a vécu et travaillé en RPDC pendant sept ans, a critiqué les affirmations de Mme Park selon lesquelles les cadavres humains flottant sur les rivières nord-coréennes sont monnaie courante.

### Exécution pour visionnage de films étrangers
Park affirme qu'à l'âge de neuf ans, elle a assisté à l'exécution publique de la mère de sa meilleure amie dans un stade de Hyesan. Cependant, d'autres transfuges nord-coréens, également originaires de Hyesan, assurent que les exécutions publiques en Corée du Nord n'ont jamais eu lieu dans des stades et qu'elles avaient été interrompues plusieurs années avant que Park ne prétende avoir été témoin d'une telle exécution.
Selon Mme Park, la raison pour laquelle cette femme aurait été exécutée est qu'elle a été surprise en train de regarder un film produit en dehors de la Corée du Nord. Toutefois, la version de Mme Park concernant le film en question a changé en fonction de son auditoire. Lorsqu'elle s'est exprimée à Hong Kong, elle a affirmé que la femme avait été exécutée pour avoir regardé des films sud-coréens ; en revanche, lorsqu'elle s'est adressée au public irlandais, elle a affirmé que cette femme avait été exécutée pour avoir regardé un film de James Bond. L'affirmation de Mme Park selon laquelle les Nord-Coréens étaient exécutés pour avoir regardé des films étrangers a été tournée en dérision et critiquée par de nombreux transfuges nord-coréens, qui ont déclaré aux journalistes que l'histoire de Mme Park était fausse.
En outre, Andrei Lankov, professeur à l'université de Kookmin et l'un des plus grands experts mondiaux de la politique nord-coréenne, qui a également interrogé des centaines de transfuges de Corée du Nord, a déclaré qu'il était "sceptique quant au fait que regarder un film occidental puisse conduire à une exécution", et qu'il pensait qu'il était peu probable qu'une personne soit arrêtée pour ce motif. Il a également déclaré que les exécutions publiques en Corée du Nord n'étaient réservées qu'aux crimes les plus extrêmes, notamment le meurtre et l'implication dans des réseaux criminels à grande échelle.

Mme Park a répondu à ces critiques en affirmant qu'elle n'avait jamais prétendu avoir été témoin d'une exécution à Hyesan :
Je n'ai appris l'anglais que depuis un an environ et je m'efforce de m'améliorer chaque jour pour mieux défendre les intérêts de mon peuple. Je m'excuse pour tout malentendu. Par exemple, je n'ai jamais dit que j'avais assisté à des exécutions à Hyesan. La mère de mes amis a été exécutée dans une petite ville du centre de la Corée du Nord où ma mère a encore de la famille (c'est pourquoi je ne veux pas la nommer).
Cette justification peut mener à s'interroger, selon The Diplomat

### Incohérences entre Park et sa famille
Mme Park a affirmé que son père et sa mère avaient tous deux purgé des peines de prison pour des crimes présumés commis en Corée du Nord. Cependant, les détails de Park sur ces événements sont très différents du témoignage de sa mère. Park affirme qu'elle croyait que son père avait été condamné à une peine initiale de 17 ans, mais les archives nord-coréennes lui ont ensuite indiqué une peine de 11 ans, alors que la mère de Park a affirmé qu'il avait été condamné à une peine initiale d'un an de prison, qui a ensuite été prolongée à 10 ans.
Lors d'une interview accordée à la BBC, Yeonmi Park affirme que sa mère a été emprisonnée pendant six mois après l'incarcération de son père. Cependant, la mère de Park affirme qu'elle a simplement été interrogée sporadiquement pendant un an et qu'elle n'a pas été détenue. Dans certaines interviews, Park affirme qu'elle et sa sœur ont été laissées seules dans les montagnes après l'emprisonnement de leur mère et de leur père, et qu'elles ont survécu en mangeant de l'herbe. Cependant, lors d'une interview accordée à la BBC, Park a changé d'avis et a affirmé que pendant cette période, elle vivait avec sa tante et que sa sœur vivait avec son oncle. La mère de Park a également contredit les affirmations de cette dernière selon lesquelles elle était affamée, déclarant à l'animateur de l'émission Now On My Way To Meet You que Park et sa famille n'avaient jamais souffert de la faim. Dans une interview accordée à l'organisation libertaire à but lucratif Freedom Factory, Mme Park se souvient de son éducation en Corée, sans jamais mentionner la famine, et affirme qu'elle recevait deux repas par jour.

### Évasion de la Corée du Nord
En 2014, la journaliste Mary Ann Jolley a mis en doute l'affirmation de Mme Park selon laquelle elle aurait traversé plusieurs montagnes pendant la nuit où elle s'est échappée de Corée du Nord. Mme Jolley a fait remarquer qu'il n'y avait pas de montagnes entre Hyesan, la ville natale de Mme Park, et la Chine, et que les deux pays étaient séparés par un fleuve. En réponse, Park a écrit : "Et il y a des montagnes que vous pouvez même voir sur Google Earth - peut-être que vous les appelez de grandes collines en anglais - en dehors de Hyesan que nous avons traversées pour nous échapper". Dans de nombreuses interviews, Park dit qu'elle s'est échappée de Corée du Nord avec sa mère et son père, mais lors du Young One World Summit à Dublin, Park a affirmé que seule sa mère l'avait accompagnée et qu'elle l'avait regardée se faire violer par un Chinois.
Dans une interview, Park affirme que son père est mort lors de sa fuite de Corée du Nord et qu'elle l'a enterré seule. Cependant, la mère de Park affirme qu'elle a payé deux hommes pour l'aider à enterrer son père. Dans d'autres versions de son histoire, Park affirme au contraire avoir incinéré son père.

### Kim Jong Un orchestre une exécution de masse
Dans une vidéo publiée sur sa chaîne YouTube en 2021, Mme Park a partagé un rapport du journal conservateur sud-coréen The Dong-a Ilbo selon lequel Kim Jong Un aurait personnellement ordonné l'exécution d'un chef d'orchestre en lui tirant dessus 90 fois avec des fusils Kalachnikov devant une foule qui a ensuite été forcée de défiler devant le cadavre,,
Cependant, de nombreuses sources d'information telles que Newsweek et Slippedisc ont souligné que l'histoire ne pouvait pas être vérifiée.

## Apparition dans la culture populaire d'internet
Au début de l'année 2023, une capture d'écran de l'interview de Yeonmi Park avec Joe Rogan est devenue un mème Internet important, souvent suivi de légendes détaillant des affirmations incroyables En mai 2023, le site Web Know Your Meme a publié une vidéo décrivant l'importance de Park en tant que mème Internet, comparant le format au genre de mème In Soviet Russia